# Main Madhuri Dixit Banna Chahti Hoon!
Main Madhuri Dixit Banna Chahti Hoon! (Hindi मैं माधुरी दीक्षित बनना चाहती हूँ, dt. „Ich möchte Madhuri Dixit sein!“) ist ein Bollywoodfilm, in dem Madhuri Dixit, einer der größten weiblichen Stars der 1990er Jahre, als Vorbild dient.

## Handlung
Chutki lebt mit ihrer Familie in einem einfachen indischen Dorf und träumt von der großen Karriere als Filmstar. Sie möchte einmal so werden wie ihr Idol Madhuri Dixit, einer der größten weiblichen Stars der 1990er Jahre. Doch um eine berühmte Schauspielerin zu werden, muss sie nach Bombay, in die indische Filmindustrie Bollywood. Ihre Eltern haben jedoch andere Pläne: Chutki soll endlich heiraten.
Schließlich heiratet sie ihren guten Jugendfreund Raja, der an sie glaubt und sie in jeder Hinsicht unterstützt. So reisen sie gemeinsam nach Bombay. Dort mieten sie sich eine kleine Wohnung und rennen von einem Filmstudio ins nächste, jedoch ohne Erfolg. Falls sie doch ein bisschen Glück hat, wird sie nur als Hintergrundtänzerin eingesetzt. Aber Chutki möchte eine Hauptrolle spielen und trifft auf Pyarelal, der sie dann glücklicherweise für eine Hauptrolle in dem Film "Roshni" castet.
Als ihr Film endlich in die Kinos kommt, geht Chutki mit Raja zur Premiere. Sie ist überglücklich, doch als sie hört, wie sich einige Kinobesucher über den Film lustig machen, ist sie sehr enttäuscht und kehrt anschließend mit Raja in ihre Heimat zurück. Zu ihrer Überraschung trifft auch Pyarelal vor ihrer Haustüre ein, der sie überreden will, weitere Rollen anzunehmen, da ihr Debütfilm "Roshni" zu einem Hit wird und alle auf die Newcomerin aufmerksam geworden sind. So machen sich Chutki und Raja wieder auf den Weg nach Bombay.

## Auszeichnungen
Nominierungen
Star Screen Award
- Star Screen Award/Bester Hauptdarsteller an Rajpal Yadav (2004)

Zee Cine Award (2004)
- Zee Cine Award/Bester Nebendarsteller an Rajpal Yadav
- Zee Cine Award/Beste Hauptdarstellerin an Antara Mali
- Zee Cine Award/Bestes Regiedebüt an Chandan Arora
- Zee Cine Award/Bestes Szenenbild an Gautam Sen
- Zee Cine Award/Beste Tongestaltung an Kunal Mehta
- Zee Cine Award/Beste Kostüme an Reza Shariffi

## Musik
| Liedtitel           | Sänger |
| ------------------- | --- |
| Tu Ban Jaayegi      | Nitin Raikwar, Antara Mali, Moulina Singh, Nisha Lalwani, Amit Khanduri, Raj Shekhar, Sanjay Maurya, Teddy Maurya |
| Tumse Mili Nazar    | Sonu Nigam, Ritikia Sahani                                                                                        |
| Rumi Saab           | Mohit Chauhan, Manoj Misra, Suresh Debu, Sameer Siddiqui                                                          |
| Makkhan Malai       | Poornima, Saurav                                                                                                  |
| The Duplicates Song | Shreya Ghoshal, Sudesh Bhosle, Saurav, Amit Khanduri                                                              |

## Verschiedenes
- In dem ganzen Film tritt Madhuri Dixit nicht auf. Es werden lediglich Bilder und Filme von ihr gezeigt.
- In dem Film sieht man einige Ausschnitte von Sanjay Leela Bhansalis Devdas, in dem, neben Shah Rukh Khan und Aishwarya Rai, auch Madhuri Dixit eine Hauptrolle spielt.